# Pishin
Pishin o Pshin (en pastún پښين) es una ciudad de Pakistán, en la provincia de Baluchistán. Pishin conecta Quetta, la capital provincial, con Afganistán. Se considera parte del cinturón pastún de Baluchistán, y es el distrito más grande de las tribus pastunes de la región. Debido a su gran población y vasta área, se ha establecido un nuevo tehsil, Huramzai. Malikyar es un pueblo muy conocido por su vegetación y producción de diferentes tipos de frutas y verduras.

## Historia
Pishin fue fundado por el Imperio británico en 1883. Jugó un papel en las guerras anglo-afganas. Las tribus locales del área ayudaron a Baran Khan Tareen a luchar contra los británicos, atacando convoyes militares en ruta hacia Afganistán. Durante la Segunda Guerra Mundial, los británicos construyeron dos bases aéreas en el distrito; uno cerca de la ciudad de Pishin y el otro en Saranan.

## Administración
El distrito de Pishin se subdivide administrativamente en cuatro tehsils y un sub tehsil:
- Pishin
- Barshore
- Karezat
- Huramzai
- Saranan (sub tehsil)

## Geografía
Pishin se encuentra en el noroeste de Baluchistán, en el este de la provincia, cerca de la frontera con Afganistán. Los temblores del terremoto de Ziarat en 2008 se sintieron en la ciudad.

## Clima
En el verano, las temperaturas pueden alcanzar los 40 °C. En el invierno, las temperaturas pueden disminuir por debajo de 0 °C.

## Agricultura
La región es conocida en Baluchistán por la producción de fruta. Suministra una variedad de frutas como manzanas, de áreas como Barshore, Toba Kakari, Malikyar y Khanozai khushab, uvas de Malikyar, Khanozai Khushab Khanzai, Tora Shah e Ibrahimzai, granadas de Yasinzai, Humramzai y Gangalzai y melones y sandías, mayormente de Khudazai.

## Demografía
Los principales grupos étnicos de Pishin son pastunes que pertenecen a las tribus Tareen, Syed, Kakar y Achakzai. Otras tribus incluyen Durrani, Barakzai, Khiral y Ghilzai. En la ciudad, la mayoría de la población pertenece a la tribu Tareen, seguida de Syed y luego Kakar. Varias familias cristianas también viven allí.

## Transporte
El transporte es principalmente en automóvil o autobús. La ciudad conecta con Quetta, Khanozai, Barshore y Saranan. En 1883, se construyeron un ferrocarril y una carretera importantes para conectar ciudades en Pakistán y Afganistán.